# Amblyopone emeryi
Amblyopone emeryi é uma espécie de formiga do gênero Amblyopone.